# Hof van Heden

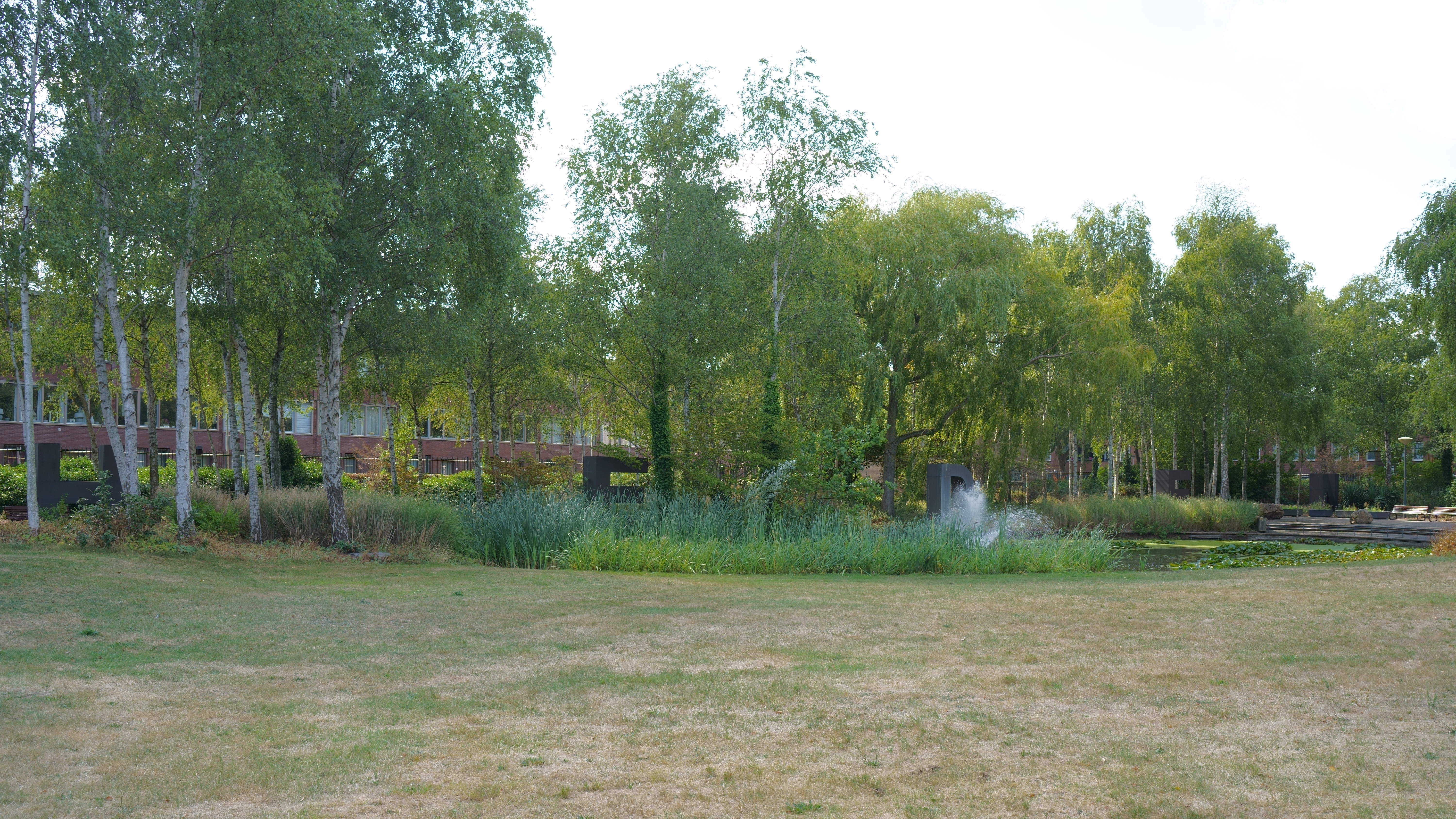
Letters H E D E N in het park Hof van Heden

Het park Hof van Heden is een buurtpark in de Spoorwijk van Den Haag, aangelegd bij het begin van de stadsvernieuwing in 1995. In 1997 won het plan "Nieuw Spoorwijk fase 1" - waar het park deel van uitmaakt - de Nieuwe Stad Prijs.
In het centrum van de Spoorwijk zijn bij de stadsvernieuwing twee bouwblokken afgebroken om plaats te maken voor dit buurtpark. De ingang is aan de Alberdingk Thijmstraat. Het park is het gehele jaar vanaf 8 uur 's ochtends geopend. Het sluitingsuur varieert.
In het park bevinden zich vijf grote ijzeren letters die samen het woord "H E D E N" spellen. Daarvoor bevindt zich een vijver met een van de Haagse fonteinen.